# Cuverville (Eure)
Cuverville ist eine französische Gemeinde mit 248 Einwohnern (Stand: 1. Januar 2022) im Département Eure in der Region Normandie. Sie gehört zum Arrondissement Les Andelys und zum Kanton Les Andelys.
Die Einwohner werden Cuvervillois genannt.

## Geographie
Cuverville liegt etwa 38 Kilometer südöstlich von Rouen.

### Nachbargemeinden
Umgeben ist Cuverville von den Nachbargemeinden Houville-en-Vexin im Norden, Frenelles-en-Vexin im Osten, Les Andelys im Süden und Südosten, Le Thuit im Süden und Südosten, La Roquette im Westen und Südwesten sowie Heuqueville im Westen.

## Bevölkerungsentwicklung
| Jahr      | 1962 | 1968 | 1975 | 1982 | 1990 | 1999 | 2006 | 2013 |
| Einwohner | 125  | 160  | 138  | 126  | 144  | 160  | 180  | 236  |

## Sehenswürdigkeiten
- Kirche Saint-Pierre, seit 1933 Monument historique
- Gutshof Le Grand Roncherolles aus dem 17. Jahrhundert

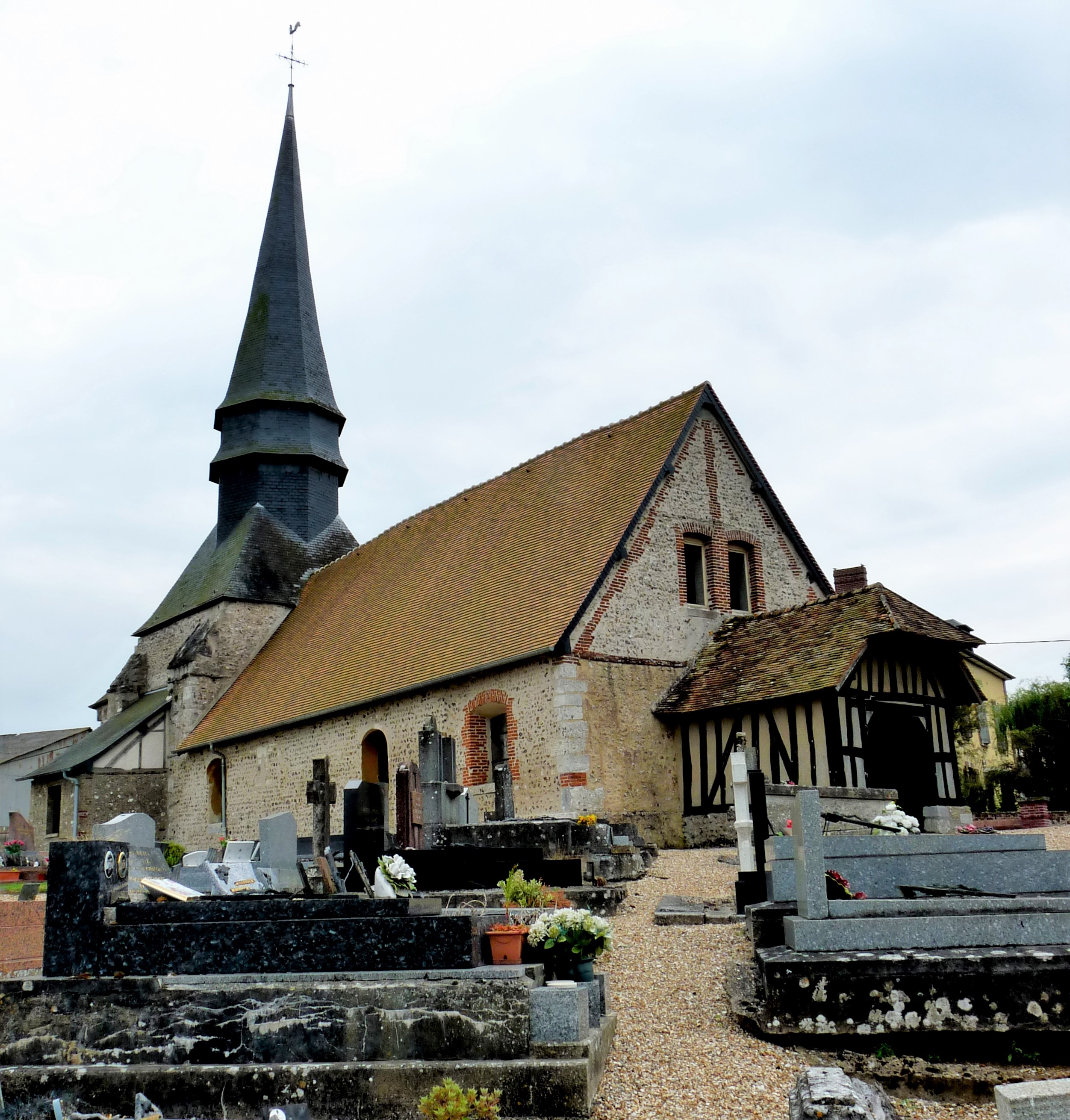
Kirche Saint-Pierre